# Cebrio seguranus
Cebrio seguranus là một loài bọ cánh cứng trong họ Cebrionidae. Loài này được Caminero miêu tả khoa học năm 1983.